# 密果鹿藿
密果鹿藿（学名：Rhynchosia acuminatissima）为豆科鹿霍属下的一个种。

## 扩展阅读
- 維基物種上的相關：密果鹿藿